# 蒙哥馬利·史考特
蒙哥馬利·史考特（Montgomery Scott），暱稱叫史考提（Scotty），是星艦奇航記時空的一個虛構角色。他在星艦企業號上擔任總工程師的角色，較為人所知的是一位「奇蹟工人」，因為他總是可以用不合常規的解法來解決幾乎所有遭遇到的工程問題（不過他常常在需要花多久時間上灌水，所以他看起來總是可以很快地完成工作）。史考提生於蘇格蘭的阿伯丁市，講話總帶有濃厚的蘇格蘭腔。
這個角色由演員詹姆斯·杜汉（James Doohan）飾演，出現在電視影集、前七部星艦奇航記電影、以及的一集《遺物》（Relics）中。在《原初系列》裡，史考提的軍階是少校，在電影《星艦迷航記》晉升為中校，最後在《石破天驚》裡晉升為上校。
史考提在企業號上操作傳送系統這件事創造了一句口頭禪——「史考提，把我傳送上去！」（Beam me up, Scotty!），這個在流行文化中廣為流傳，連不是星艦迷都知道，不過其實這句話並沒有在影集裡的任何一集出現過。
史考提也變成科幻類嘲諷模仿電影裡面一種刻畫總工程師的陳腔濫調。還有另外一個是星艦上的工程師必然是一位蘇格蘭人——連在《銀河飛龍》的进取号-D裡也是有一個蘇格蘭工程師。而且在科幻遊戲《質量效應2》和3中，諾曼第號護衛艦的一位男工程師也是蘇格蘭人。

## 連貫性的議題
史考提出現在进取号-B（電影《日換星移》）的命名典禮這件事引發了一些連貫性的問題。他最後出現的一集是《下一代》的《遺物》，在播映的那個時候還沒有人去追究《星際爭霸戰》航員最後的命運是如何。在瑞克和鷹眼來拯救史考特時，當他聽到「企業號」的名字，就馬上認為是柯克艦長再一次地來救他。因為史考提的失蹤很明顯地是在他目睹科克失蹤之後，不過一般還是假設他年紀大了，他可能忘記科克的失蹤，或者是單純地不願意承認或是相信這件事（科克有很多次死裡逃生的紀錄），或者根本是他在24世紀沒有待很久，他最後會回到23世紀，回到2293年所發生的事件之前。
還有需要注意的地方是史考提有75年的時間是變成了傳送器樣本緩衝區裡面的電腦資料。原本還有一個他船上的航員跟著他，不過因為他的傳送器樣本衰減得太嚴重所以無法復原。史考提的樣本也非常有可能受到衰減的影響，所以可能導致他部分記憶喪失，至少是暫時性。此外還要記住的是，史考提喝酒喝很多。

## 名言
史考提在整個影集和電影裡的角色帶有些許的詼諧，也留下許多令人難忘的有趣名言：
- 「把我傳送上去！」（Beam me up!），來自《星際爭霸戰》。不過事實上史考提本人從未說過，而且電視影集裡也從來沒使用過。這句話在大家談論史考特時總是會拿出來講，可能因為他是最常在科克的企業號上操縱傳送器的人。
- 「我的小孩……」（My bairns ...），是蘇格蘭語中嬰兒的意思，用來稱呼企業號的「曲速引擎」。
- 「她沒辦法再承受了！」（She canna take much more!），通常是用來回答科克說引擎被過度使用了。
- 「小伙子，你不覺得你應該……重講一遍嗎？」（Laddie. Don't you think you should... rephrase that?），來自這一集，當一個克林貢人污辱企業號時。
- 「當他們進入曲速前，我把有的沒有的全部傳送到他們的引擎室，這下子就沒有了。」，來自這一集，是一種繁殖速度極快，難以處理的外星動物。
- 「外交手段！我所知最好的外交手段是能量飽滿的光砲陣」（Diplomats! The best diplomat I know is a fully-loaded phaser bank.），來自「末日決戰的滋味」（A Taste of Armageddon）這一集。
- 「我沒辦法改變物理定律！」（I canna' change the laws of physics!），來自這一集。另外一些嘲諷模仿《星際爭霸戰》的節目和流行歌曲也曾引用過。
- 「在你的大腿上！」（Up Your Shaft!），來自《石破天驚》。
- 「上將！這裡有鯨魚！」（Admiral! There be whales here!），來自《搶救未來》。
- 拿起電腦滑鼠說：「電腦你好！」（Hello computer!），來自《搶救未來》。
- ，來自《石破天驚》，關於星艦精進號的評論。
- 「你還站著幹什麼？你親眼看到了越獄卻還不知道這是什麼嗎？」（What are you standing around for? Don't you know a jailbreak when you see one?），來自《終極先鋒》。
- 「我對這艘船瞭若指掌……」（I know this ship like the back of my hand,...），然後史考提頭撞到艙壁暈了過去，來自《終極先鋒》。